# Lijst van burgemeesters van Beers
Dit is een lijst van burgemeesters van de voormalige Nederlandse gemeente Beers in de provincie Noord-Brabant. Op 1 januari 1994 ging deze gemeente op in de gemeente Cuijk.
| Ambtsperiode | Naam burgemeester                                 | partij/stroming | Bijzonderheden           |
| ------------ | ------------------------------------------------- | --------------- | ------------------------ |
| 1810 - 1820  | Willem Anne Louis graaf van Gronsfelt Diepenbrock |                 | Maire onder Frans bewind |
| 1821 - 1831  | A. Goossens                                       |                 |                          |
| 1832 - 1855  | J. Arts                                           |                 |                          |
| 1856 - 1899  | P.H. Thijssen                                     |                 |                          |
| 1899 - 1918  | P.A. Thijssen                                     |                 |                          |
| 1919 - 1937  | G. van Lith                                       |                 |                          |
| 1937 - 1969  | Toon (A.M.) van Raaij                             |                 |                          |
| 1969 - 1991  | Jan (J.F.C.) van den Braak                        | CDA             |                          |
| 1991 - 1994  | Koos (J.A.A.G.) Pompen                            | CDA             | waarnemend               |